# Niclas Blixt
Lars Niclas Blixt, född 11 september 1970, är en svensk musiker och dirigent.

## Biografi
Efter musiklärarexamen vid Musikhögskolan följde dirigentstudier för Siegfried Naumann i Malmö och Jorma Panula på Sibeliusakademin i Helsingfors. Blixt har studerat musikpsykologi och musikvetenskap i Uppsala och musikpedagogik vid Kungl. Musikhögskolan i Stockholm. Han har tagit kurser i dirigering, interpretation och partiturstudium vid École Normale de Musique i Paris och The Juilliard School i New York.
Niclas Blixt var finalist i den svenska uttagningen i NAMU:s nordiska dirigenttävling 1996. Han har sedan i slutet av 1990-talet regelbundet gästdirigerat utomlands, bl.a. i USA, Italien och Tjeckien och då främst svensk musik (genomfört internationella premiärer av Hugo Alfvén, John Fernström, Wilhelm Stenhammar och Bernhard Crusell). Blixt är chefsdirigent för Symfoniorkestern Pro Musica och Stockholms Blåsorkester (fd Postorkestern i Stockholm)  och har varit dirigent för Den bacchanaliska musiken, Par Bricoles symfoniorkester. Han har vidare varit dirigent för Hemvärnets Musikkår i Uppsala , Södertälje Symfoniorkester (där han även fungerade som konstnärlig ledare), Uppsala blåsorkester  och musikkåren Gripen.
Blixt medverkade som ämnesexpert i Skolverkets nationella utvärdering av grundskolan år 2003 

## Priser och utmärkelser
- 2010 - Pro Musica Militare i silver, Militärmusikförbundet[6]